# Bourdon des aconits
Bombus gerstaeckeri
Espèce
Statut de conservation UICN

 VU  : Vulnérable
Le Bourdon des aconits (Bombus gerstaeckeri) est une espèce d'insectes de la famille des Apidae et du genre Bombus, les Bourdons. Il se reconnaît à sa grande taille, à ses très longues joues (l'espace entre l'œil et la mandibule) et à son pelage brun sur le thorax. Cette espèce endémique des hautes montagnes d'Europe est inféodée aux Aconits, et plus spécifiquement à l'Aconit tue-loup. Elle est considérée comme une espèce vulnérable à haut risque face au réchauffement climatique.

## Description

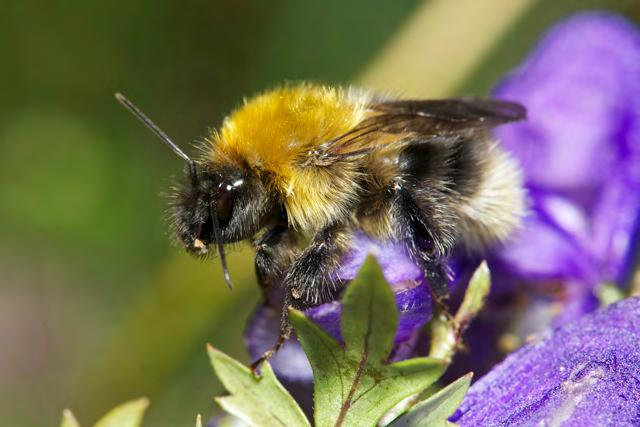
Mâle Bombus gerstaeckeri butinant une Aconit napel.

Bombus gerstaeckeri appartient aux Bourdons du sous-genre Megabombus qui regroupe les espèces de bourdons au tibia des pattes arrière lisse mais bordés de longs poils noirs, à l'abdomen non recourbé vers le bas, au basitarse des deuxièmes paires de pattes orné d'une épine forte, aux mandibules courts munies d'une carène basale, au clypéus marqué par une ligne nettement ponctuée dans sa partie postérieure et aux joues lisses et longues.
La reine et les femelles mesurent 20 à 26 mm de long, les ouvrières 15 à 17 mm et les mâles 16 à 18 mm. 
La tête des femelles est allongée avec une langue (le proboscis) très longue. Sa face et son sommet sont couverts de poils noirs. Les joues, c'est-à-dire la partie située entre l'œil et la mandibule, sont densément ponctuées et particulièrement longues, dépassant plus de deux fois leur largeur. Le sillon du labre présente un profil en U prononcé et le côté extérieur du clypéus présente 3 à 4 taches.
La coloration des poils de toutes les castes varie du brun pâle au brun-rouge. Le dos du thorax présente un pelage brun. La partie antérieure de l'abdomen est recouverte de poils grisâtres ; la partie intermédiaire, de poils noirs ; tandis que la partie postérieure est couverte de poils blancs, à l'exception du dernier segment abdominal, qui est également couvert de poils noirs. Le pelage de la face inférieure est clair

Bombus gerstaeckeri, le Bourdon des aconits
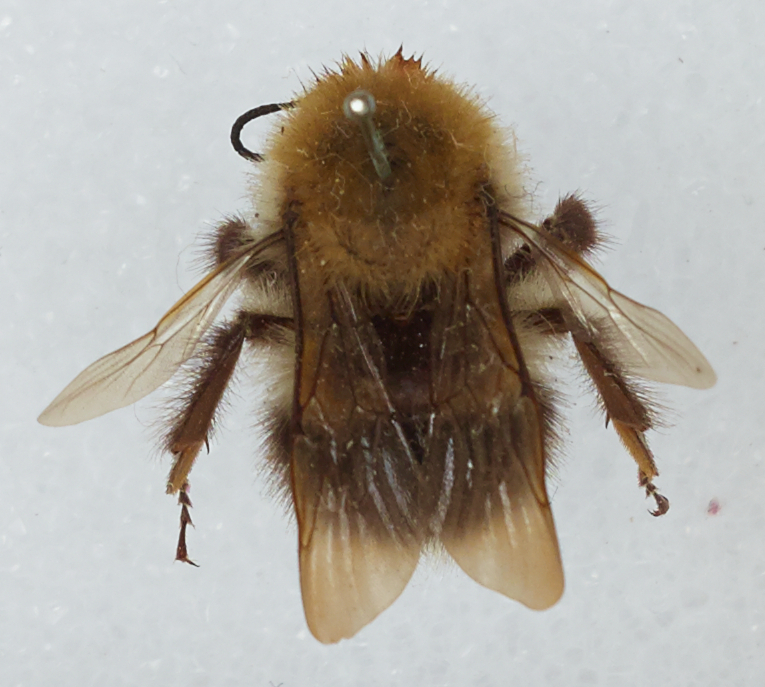
Femelle.
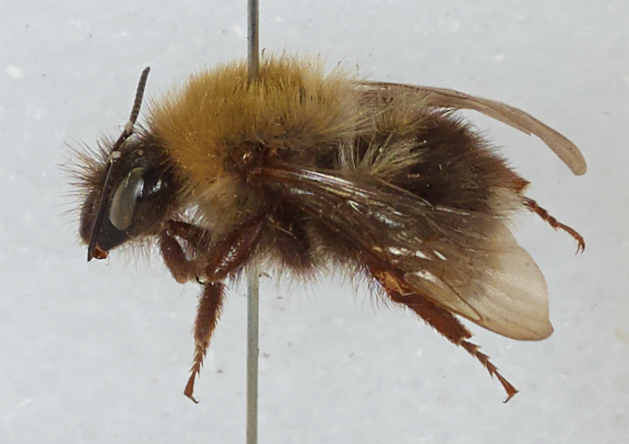
Femelle.
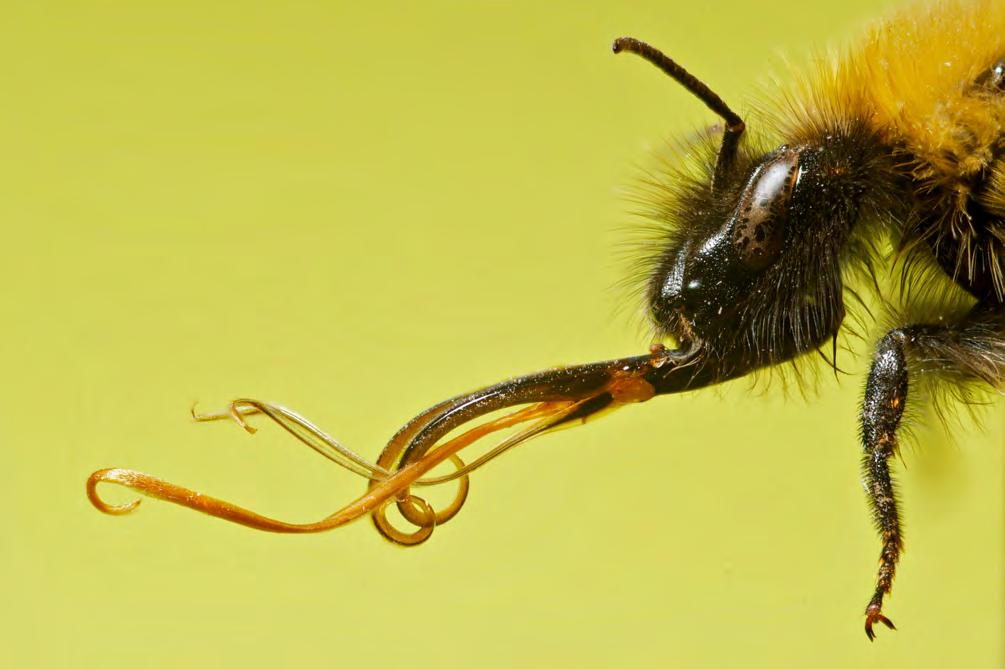
Joue et proboscis longs.

## Biologie

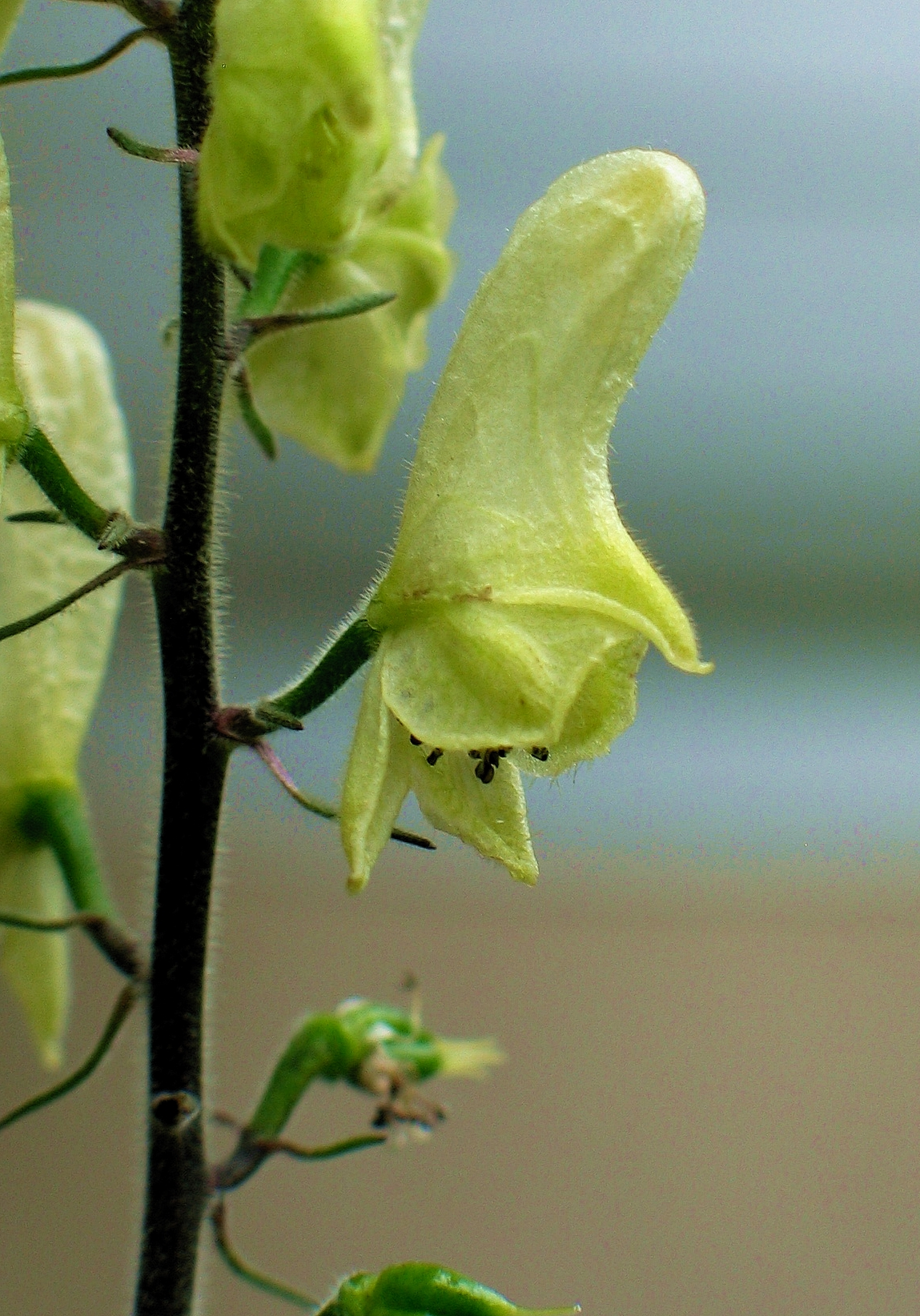
Fleur d'Aconitum lycoctonum.

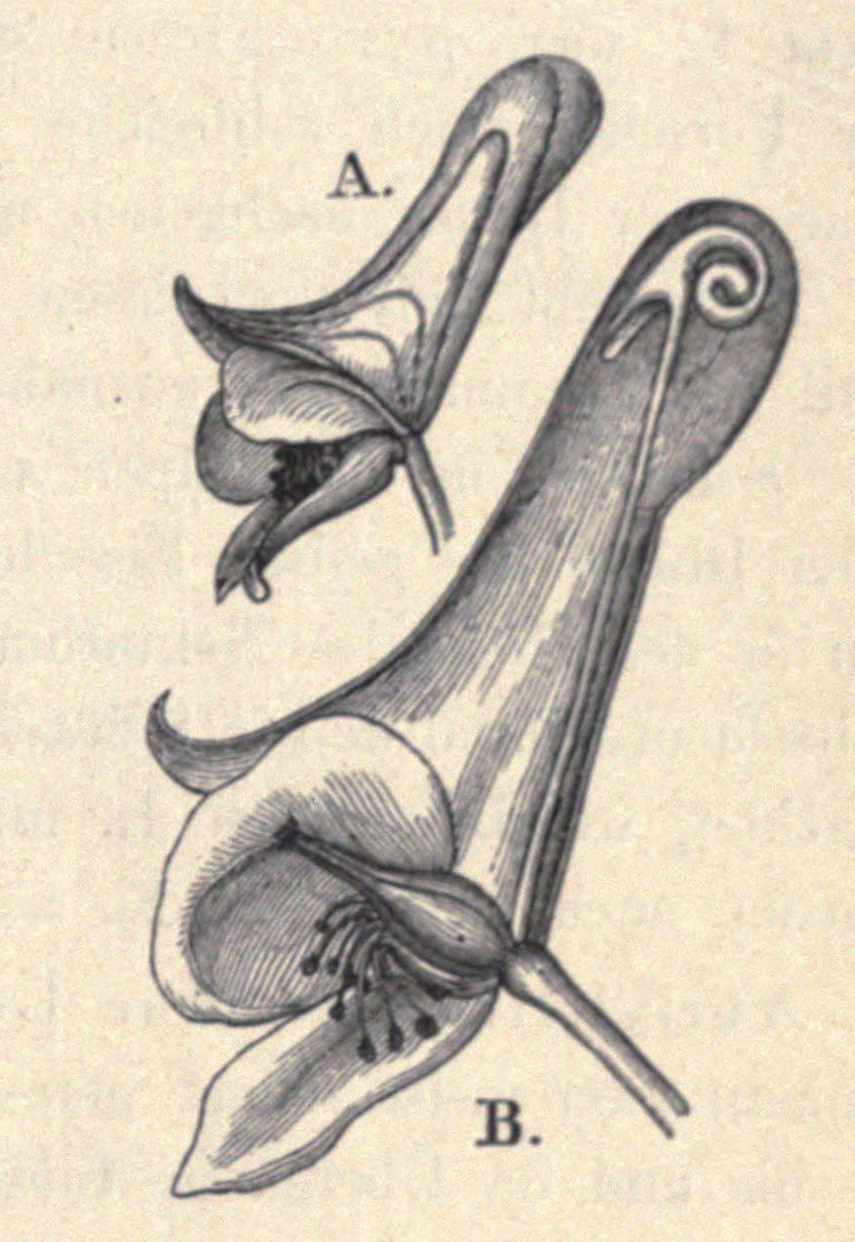
L'emplacement des nectaires d'Aconitum lycoctonum est très éloigné de l'entrée de la corolle. Ils nécessitent une très longue langue pour accéder au nectar.

Le Bourdon des aconits se nourrit essentiellement du genre Aconitum et plus spécifiquement d'Aconitum lycoctonum dont l'Aconit tue-loup. La langue des femelles est particulièrement adaptée à cette fleur, sa longueur allant de 18 à 21 mm, pour une moyenne de 18,7 mm,, ce qui constitue un record parmi les espèces européennes. Comparé aux autres espèces de Bourdons butinant également les Aconits comme le Bourdon des jardins et le  Bourdon hirsute, cette particularité lui offre une plus grande efficacité de butinage,. La langue est plus courte chez les mâles et les ouvrières, mesurant seulement 11 à 12 mm de long. Il semble que ces deux castes butinent préférentiellement Aconitum napellus. La floraison plus tardive d'Aconitum variegatum leur est également profitable,. La faculté de résistance de cette espèce aux puissants alcaloïdes des Aconits est remarquable. La consommation du pollen et du nectar d'autres espèces végétales est plutôt limitée aux périodes hors floraison des Aconits, le bourdon préférant les stations à fort gradient altitudinal à la floraison étagée lui permettant de s'alimenter de sa plante-hôte sur une longue période. Cependant, il existe des mentions sur Gentiana asclepiadea et Delphinium dubium.
La phénologie de l'espèce est inféodée à la floraison des Aconits et dure trois mois du milieu de l'été au début de l'automne : les reines se réveillent de leur diapause au tout début de la floraison des Aconits et les mâles apparaissent fin d'été. Les grandes ouvrières et les femelles d'automne étant difficilement différentiables, leur phénologie est mal connue,.
L'espèce niche dans des nids souterrains composés d'herbes et de mousses sèches entremêlées et situés dans d'anciennes galeries de micromammifères, d’anciens nids d’oiseaux ou dans les anfractuosités des roches,.
Les sources s'opposent à propos du mode de nourrissage du couvain. Il s'agirait soit d'un bourdon meunier, c'est-à-dire que ses larves sont arrangées dans une cellule collective et nourries régulièrement par l'intermédiaire d'une trémie, sans qu'il n'y ait ni stockage ni fermentation du pollen. Ce mode d'alimentation induit une compétition des larves entre elles ; leur taille, et consécutivement celle des adultes, n'est donc pas uniforme. Il induit également une gestion des stocks de pollen aléatoire,. Ou au contraire, il s'agirait d'un bourdon magasinier, c'est-à-dire que le pollen est stocké dans des cellules spécifiques alors que les larves se développent dans des cellules individuelles et sont nourries à la demande. Cette gestion induit la création de réserves de pollen à moyen terme et une homogénéisation des tailles des larves,.
Les colonies du Bourdon des aconits présentent généralement un nombre très faible d'ouvrières, à savoir entre une vingtaine et une quarantaine, voire moins.  En posant leur abdomen sur les cellules, les reines couvent leurs œufs et leurs larves afin de les réchauffer et d'accélérer leur développement,. Proportionnellement au nombre d'ouvrières, le nombre de reines produit en fin d'année est assez élevé, entre une cinquantaine et une soixantaine,. Cependant, certaines reines pourraient aussi vivre en solitaire, ne produisant ainsi que des séxués, car la plupart d'entre elles continue de butiner pendant toute la saison.
Les mâles, dont les sécrétions sexuelles sont bien caractérisées, patrouillent régulièrement autour des stations d'Aconits,.

## Écologie et distribution

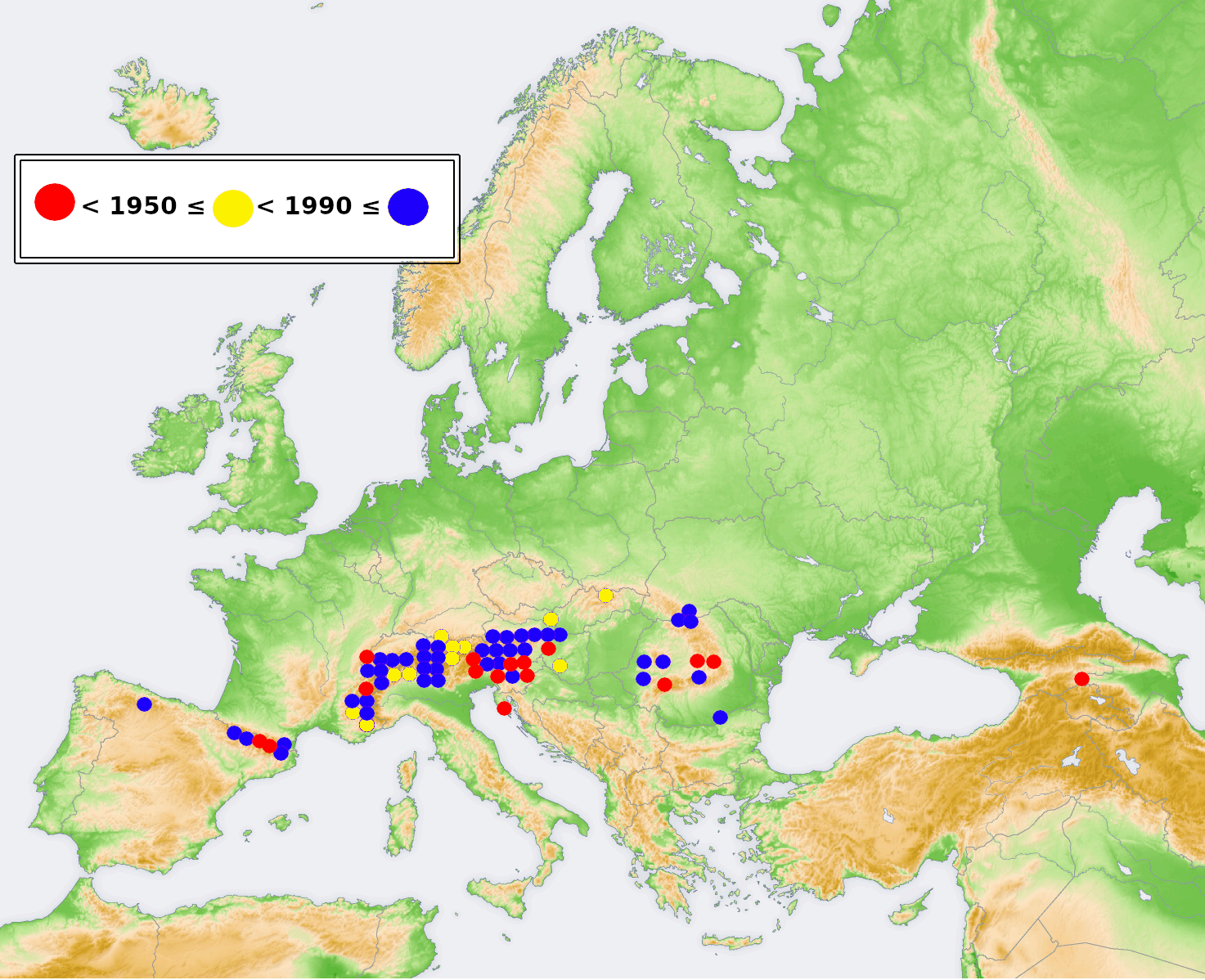
Carte de distribution de Bombus gerstaeckeri.

Le Bourdon des aconits est une espèce strictement montagnarde présente dans les Pyrénées, les Alpes, les Carpates, l'Oural ainsi que dans le Caucase, où il apprécie les forêts de conifères ouvertes, les mégaphorbiaies et les éboulis grossiers humides. Présent à l'ubac de l'étage subalpin, il ne monte pas à l'étage alpin,,.
Cette espèce est référencée en Allemagne, en Autriche, en Bosnie-Herzégovine, en Espagne, en Finlande, en France, en Italie, en Pologne, en Russie, en Roumanie et en Ukraine,,,. En Suisse, elle est largement distribuée dans les Alpes et ses populations sont peu fragmentées.

## Rareté et conservation
Bombus gerstaeckeri est une espèce rare. Ses populations peuvent être localement abondantes mais se cantonnent sur des stations au nombre très réduit ; la forte présence de sa plante-hôte étant un facteur primordial. Par exemple, plus de la majorité des spécimens référencés en France correspondent à deux uniques localités des Pyrénées-Orientales,.
Cette espèce est inscrite sur la liste rouge européenne de l'UICN depuis 2014 avec le statut vulnérable et sur la liste rouge des abeilles d'Allemagne depuis 2008.
Elle est classée depuis 2015 comme « espèce à haut risque climatique » dans l'Atlas de la distribution et des risques climatiques des Bourdons européens, avec un effondrement prévu entre le quart et plus du tiers de ses populations pour 2050 et entre la moitié et les trois quarts pour 2100. Certains scénarios prédisent son extinction dans les Pyrénées et les Carpates.

## Taxonomie
Cette espèce est décrite en 1881 sous le nom Bombus gerstaeckeri par l'entomologiste russe Ferdinand Ferdinandovitsch Morawitz (1827-1896). Son nom est un hommage au zoologiste et entomologiste allemand Carl Eduard Adolph Gerstäcker (1828-1895).
En français, cette espèce porte le nom vernaculaire et normalisé « Bourdon des aconits ».
Bombus opulentus Gerstäcker, 1869 est un synonyme incorrect de Bombus gerstaeckeri.

## Espèces proches

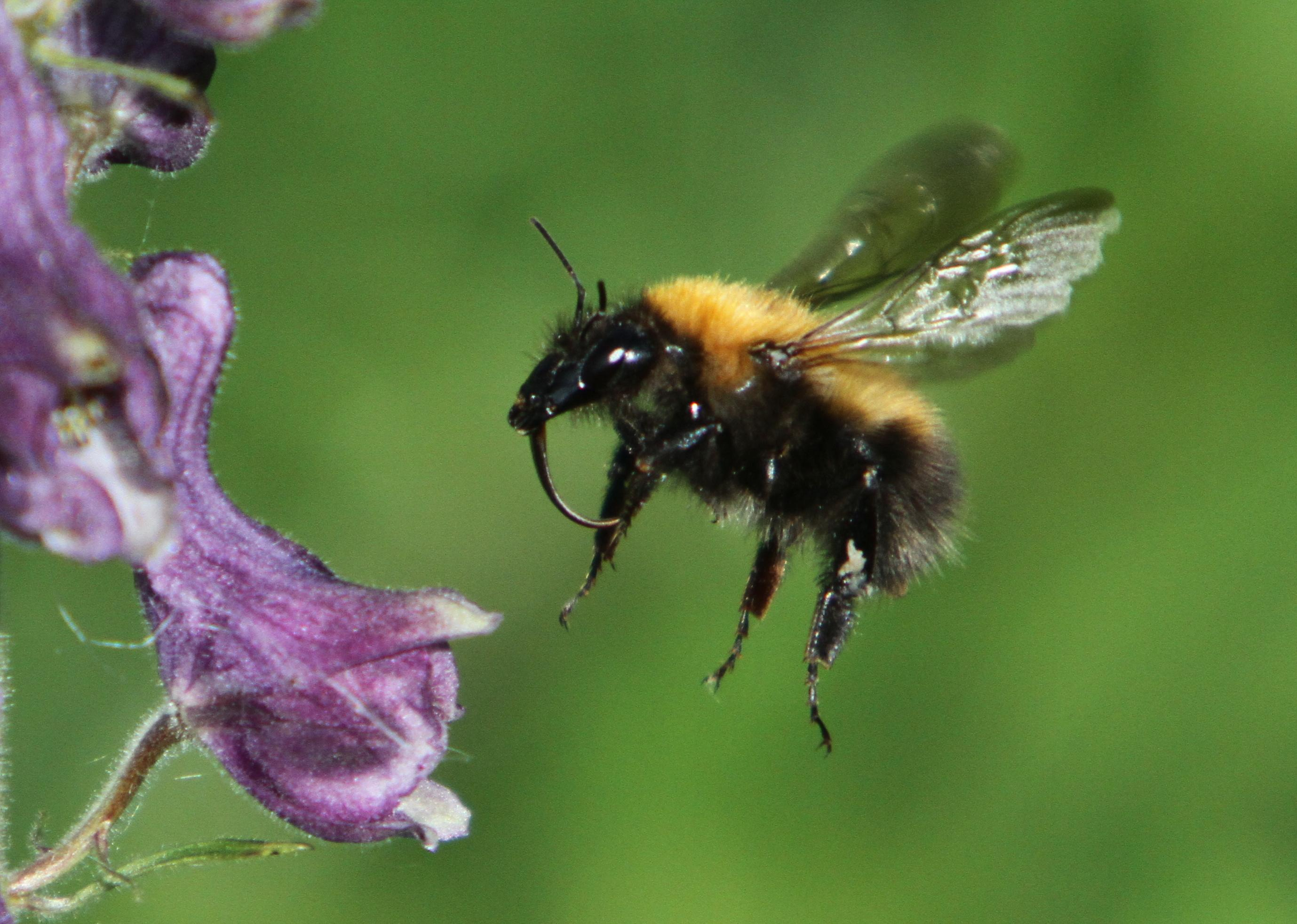
Bombus consobrinus.

Le Bourdon cousin (Bombus consobrinus) est une espèce du sous-genre Megabombus morphologiquement et écologiquement très proche de  Bombus gerstaeckeri au point que de nombreux auteurs du XXe siècle ont synonymisé les deux taxons. Contrairement au Bourdon des aconits, sa distribution est strictement boréale (Norvège, Suède, Finlande et Carélie) et son régime alimentaire est concentré sur Aconitum septentrionale, bien qu'il soit moins strict. Morphologiquement, les différences se situent au niveau de la tête : le sillon du labre présente un profil en V prononcé, la ponctuation de ses joues est moins dense et le côté extérieur du clypéus présente au moins 10 taches. Concernant son pelage, le dessus de la tête (le vertex) et le dos du thorax sont plus clairs.
Dans les Alpes, le Bourdon des arbres (Bombus hypnorum) est également chargé d'une pilosité brune sur le thorax et blanche sur les tergites terminaux. Cependant, sa joue est plus courte et son régime alimentaire non spécialisé. En outre, la pilosité des flancs de son thorax (les mésopleures) est noire chez cette espèce et brune chez B. gerstaeckeri alors que le premier tergite est orné de poils noirs chez B. hypnorum et bruns chez B. gerstaeckeri.